# Recherche et sauvetage des Forces armées canadiennes
 (août 2025).
Si vous disposez d'ouvrages ou d'articles de référence ou si vous connaissez des sites web de qualité traitant du thème abordé ici, merci de compléter l'article en donnant les références utiles à sa vérifiabilité et en les liant à la section « Notes et références ».
La recherche et sauvetage des Forces armées canadiennes (Canadian Armed Forces Search and Rescue en anglais), connue sous l'acronyme SAR de l'anglais Search and Rescue, désigne l'ensemble des ressources et opérations destinées à la recherche et sauvetage au sein des Forces armées canadiennes. Les Forces armées canadiennes sont responsables du Programme national de recherche et sauvetage et l'autorité en la matière est le Commandement des opérations interarmées du Canada. La recherche et sauvetage implique principalement l'Aviation royale du Canada qui collabore étroitement avec la Garde côtière canadienne et plusieurs organisations civiles et gouvernementales sous la coordination du Secrétariat national de recherche et sauvetage, une branche du ministère de la Défense nationale.

### Liens externes

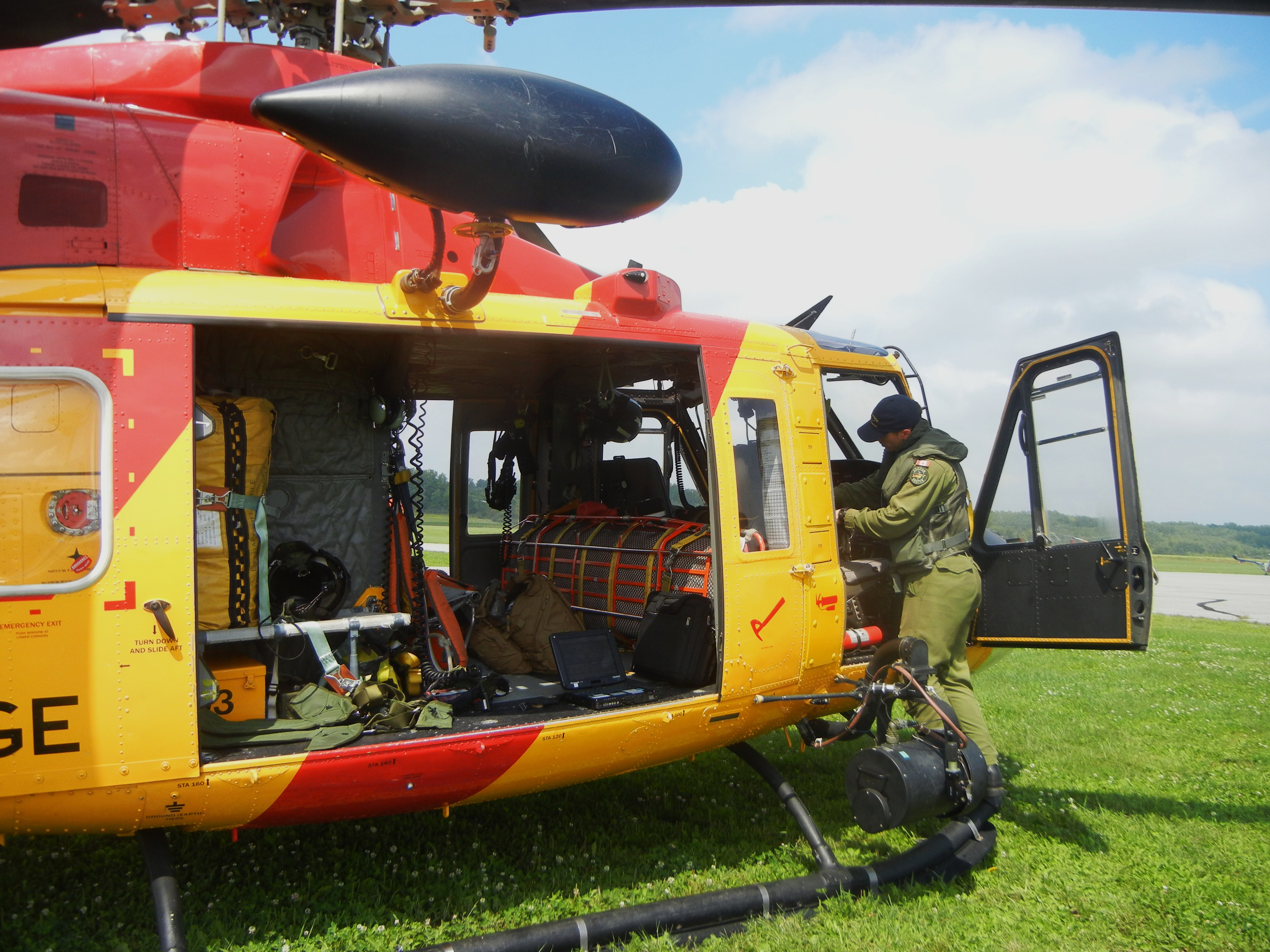

## Ressources, structures et opérations
Les opérations de recherche et sauvetage couvrent une gigantesque zone d'environ 15 540 000 km2, soit la totalité du territoire canadien en plus des zones maritimes territoriales et limitrophes, telles l'Atlantique Nord, le Nord-Ouest Pacifique, et l'océan Arctique. Les ressources opérationnelles sont gérées au sein de trois régions distinctes par l'un des trois Centres conjoints de coordination des opérations de sauvetages (JRCC) : le JRCC Halifax, le JRCC Trenton et le JRCC Victoria. Le Centre canadien de contrôle de mission (CMCC) à Trenton assure la coordination globale des opérations et la détection des signaux de détresse captés par le réseau Cospas-Sarsat. La zone maritime du Saint-Laurent est supervisée par le Centre de sauvetage maritime de Québec (MRSC Québec) géré par la Garde côtière canadienne et dépend des JRCC de Trenton et de Halifax pour la coordination des opérations de recherche et sauvetage. Les opérations de coordination, de recherche et de sauvetage sont effectuées selon les termes décrits dans le Manuel International de recherche et de sauvetage de l'Organisation Maritime Internationale (OMI) et de l'Organisation de l'Aviation civile internationale (OACI), manuel dont le titre est le IAMSAR, et dont le quatrième volume est l'édition canadienne du Manuel national SAR.

### Ressources

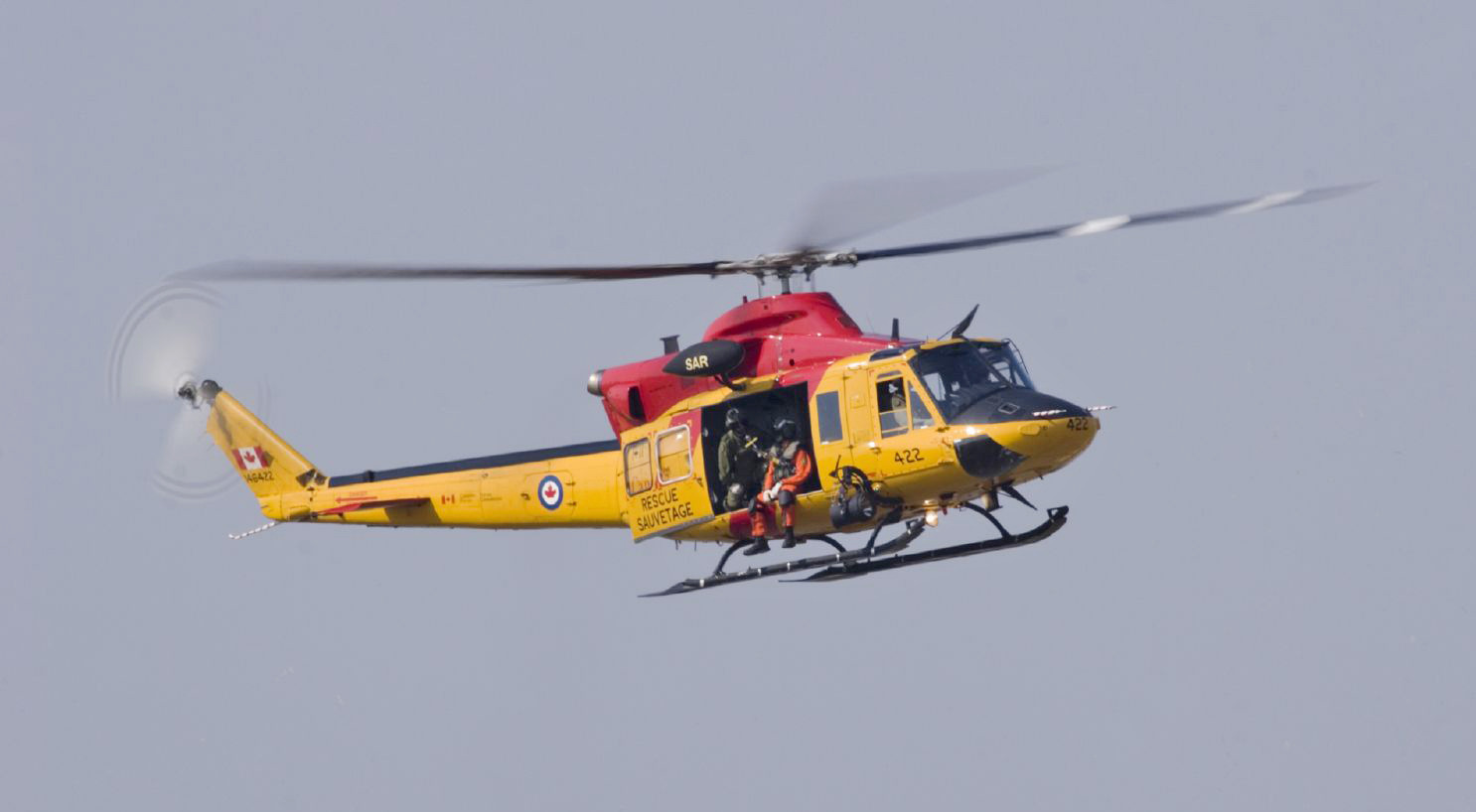
Un CH-146 Griffon équipé pour des opérations de recherche et sauvetage

Les ressources de recherche et sauvetage sont réparties en cinq escadrons spécialisés et, dans une moindre mesure, trois escadrons de soutien au combat. Plus de 750 militaires, dont 150 techniciens en recherche et sauvetage (Tech SAR), sont assignés au sein de ces escadrons, qui sont soutenus par des équipes au sol et des aviateurs spécialement formés. Les équipes de recherche et sauvetage effectuent plus de 8 700 sorties par année, souvent en assistance aux autorités civiles qui manquent de moyens pour conduire des opérations à grande échelle.
Techniciens
Les 150 techniciens en recherche et sauvetage sont des militaires d'élite, spécialistes du sauvetage en terrain inhospitalier et dans des conditions extrêmes. Entraînés dans une foule de disciplines dont les soins paramédicaux avancés, le parachutisme opérationnel, la plongée autonome, l'alpinisme et la survie en milieu sauvage, ces techniciens opèrent le plus souvent en équipe de deux ou trois à bord d'avions ou d'hélicoptères spécialement équipés. Les Tech SAR suivent un cours intensif d'une durée initiale de 11 mois à l'École de recherche et sauvetage des Forces canadiennes, à Comox, en Colombie-Britannique.
Escadrons

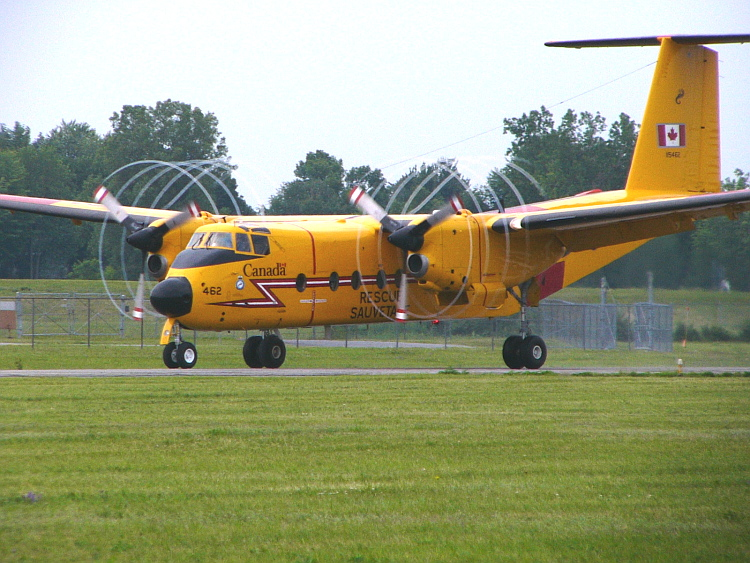
Un CC-115 Buffalo du Escadron de transport et sauvetage

Il existe cinq escadrons spécialisés en recherche et sauvetage au Canada : deux d'entre eux se spécialisent en sauvetage en mer et quatre d'entre eux partagent des responsabilités de transport tactique. L'escadron de Comox, en plus du sauvetage en mer, sauvetage en montagne et du transport utilitaire, fait office d'escadron d'entraînement opérationnel :
- 103e Escadron de recherche et sauvetage, 9e Escadre Gander;
- 413e Escadron de transport et sauvetage, 14e Escadre Greenwood;
- 424e Escadron de transport et sauvetage, 8e Escadre Trenton;
- 435e Escadron de transport et sauvetage, 17e Escadre Winnipeg;
- 442e Escadron de transport et sauvetage, 19e Escadre Comox.

Trois autres escadrons comptent parmi leur effectif des Tech SAR et prennent régulièrement part à des opérations de recherche et sauvetage : 
- 417e Escadron de soutien au combat, 4e Escadre Cold Lake;
- 439e Escadron de soutien au combat, 3e Escadre Bagotville;
- 444e Escadron de soutien au combat, 5e Escadre Goose Bay.

Équipement

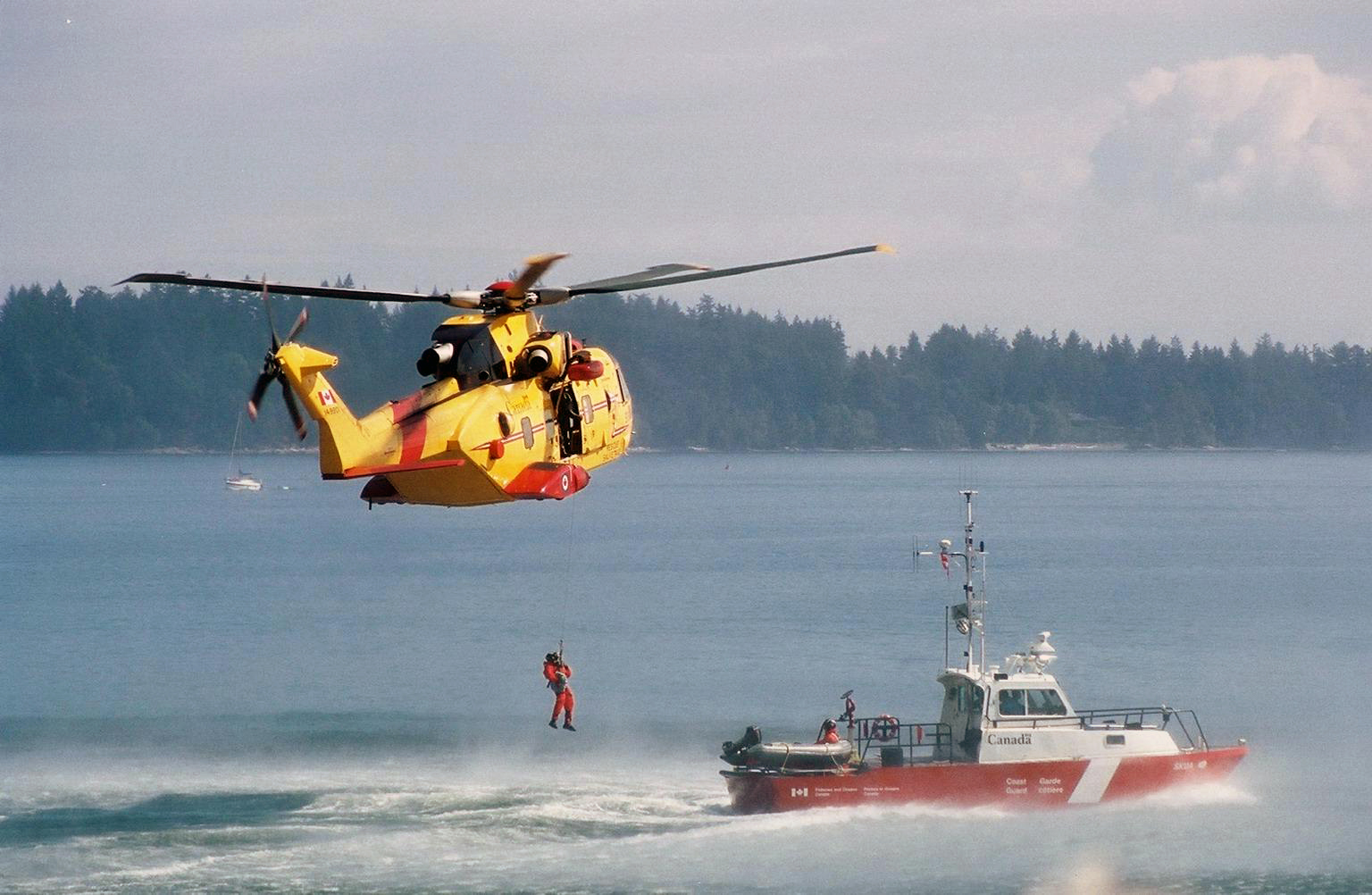
Un CH-149 Cormorant en opération avec la Garde côtière canadienne

L'équipement principal de recherche et sauvetage est des aéronefs spécialement affrétés : 
- Des AgustaWestland CH-149 Cormorant pour le sauvetage maritime;
- Des Bell CH-146 Griffon pour le sauvetage terrestre;
- Des Lockheed CC-130 Hercules pour le transport tactique et le sauvetage dans l'Arctique;
- Des de Havilland Canada CC-115 Buffalo pour le transport et sauvetage sur la côte ouest.

En décembre 2016, le gouvernement canadien annonce avoir retenu l'Airbus C-295 pour renouveler sa flotte d'avions CC-130 et CC-115 avec un programme de 16 appareils d'ci 2023. 
Le premier appareil a été mis en service à Comox en mars 2025, et le 1er mai 2025, l'avion a officiellement assumé le statut de « SAR alert », signifiant qu'un CC-295 est désormais disponible en tout temps pour répondre aux appels d'urgence émis par le Centre conjoint de coordination des opérations de sauvetage de Victoria. D'autres escadres, dont celles de Winnipeg, Trenton et Greenwood, doivent également recevoir ces aéronefs dans les prochaines années, bien que la pleine capacité opérationnelle de la flotte ne soit pas attendue avant 2029 ou 2030,. 
Des ressources additionnelles disponibles au besoin incluent :
- La flotte de Lockheed CP-140 Aurora pour la reconnaissance maritime;
- La flotte de Sikorsky CH-124 Sea King pour le sauvetage en mer.